# Gmina Popovac
Gmina Popovac (chorw. Općina Popovac) – gmina w Chorwacji, w żupanii osijecko-barańskiej.

## Miejscowości i liczba mieszkańców (2011)
- Branjina – 322
- Kneževo – 803
- Popovac – 959